# Briefmarke
Eine Briefmarke, in Deutschland amtlich Postwertzeichen, ist die Bestätigung eines postalischen Beförderungsunternehmens über die Zahlung des aufgedruckten Betrages.
Sie wird meist in mehreren Exemplaren als Briefmarkenbogen auf Papier gedruckt, ist üblicherweise rechteckig und rückseitig mit einer Gummierung versehen oder selbstklebend. Beim Trennen aus dem perforierten Bogen entsteht die typische Zähnung an den Rändern.
Bei der Inanspruchnahme der Beförderungsleistung oder einer anderen Leistung des Unternehmens, für die keine andere Zahlungsart zwingend vorgeschrieben ist, wird die Zahlung des Entgelts oder der Gebühr durch das Aufkleben der Briefmarke an der hierfür vorgesehenen Stelle der Postsendung nachgewiesen. Um eine erneute Benutzung zu verhindern, wird die Briefmarke regelmäßig mit einem Poststempel entwertet, wobei auch andere Entwertungsmethoden (etwa per Kugelschreiber) bis heute üblich sind.
Die Verwendung von Briefmarken findet heute fast nur noch im Rahmen privat versendeter Poststücke statt. Bei der Frankatur von umfangreicher gewerblicher Post wurde sie in der Regel meist von der Freistempelung mittels einer Frankiermaschine und bei Großversendern durch Daten-Verarbeitung-Freimachung verdrängt.
Herausgeber der Briefmarken ist der Anbieter. Dieser ist in jedem Land unterschiedlich, z. T. sind dies staatliche Postverwaltungen sowie gegebenenfalls kommerzielle Dienstleister. In Deutschland werden Briefmarken der Deutschen Post AG – 1995 aus der früheren Behörde Deutsche Bundespost hervorgegangen – vom Bundesfinanzministerium herausgeben. Insgesamt haben bis heute über 1000 Regierungen oder Verwaltungen eigene Briefmarken herausgegeben.

## Geschichte

### Vorläufer

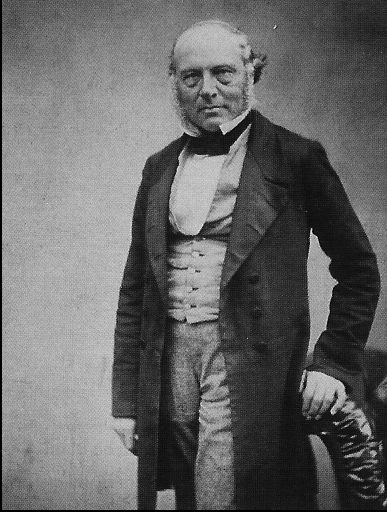
Sir Rowland Hill

Bevor die erste offizielle Briefmarke der Welt 1840 ausgegeben wurde, gab es zahlreiche Vorläufer. So schuf der Pächter der Pariser Stadtpost, Jean-Jacques Renouard de Villayer, bereits 1653 das Billet de port payé, einen briefmarkenähnlichen Gebührenstreifen aus Papier. Dieser Streifen musste in Ermangelung einer Klebefläche mit Klammer oder Faden am Brief befestigt werden. Erhalten gebliebene Exemplare dieser Billets sind gegenwärtig nicht bekannt.
Auch im Vereinigten Königreich gab es vergleichbare Vorläufer. Das ab 1680 von der London Penny Post der Kaufleute William Dockwra und Robert Murray entwickelte System eines Einheitspreises für Lokalpost mit Freimachung durch Stempel war so erfolgreich, dass der Duke of York sein Postmonopol in Gefahr sah. Auf seine Beschwerde hin musste die London Penny Post nach nur zwei Jahren ihr Geschäft aufgeben; sie wurde in die General Post Office eingegliedert. Einige Briefe mit den dreieckigen Stempeln (englisch triangular postmarks) der London Penny Post sind in Archiven erhalten, vier Exemplare sollen sich in privatem Besitz befinden.
Zu Beginn des 19. Jahrhunderts gab es in manchen Städten so genannte Stadtkuverts, die als Vorläufer gedruckter Briefmarken auf Umschlägen angesehen werden können. Im Königreich Sardinien gab es beispielsweise 1818 ein mit einem Stempel versehenes Postpapier (Carta postale bollata), wobei allerdings nicht die Beförderungsgebühr, sondern eine staatliche Steuer auf die Lizenzierung der als Ergänzung zur Staatspost privat betriebenen Postunternehmen bezahlt wurde; britischen Zeitungen beigelegte Rückantwortkarten waren um 1821 ebenfalls bereits frankiert. Das Königreich Griechenland verausgabte im Mai 1831 mit der Tesserakontalepton eine 40-Lepta-Gebührenmarke für den Transport von Poststücken von Athen nach Piräus. Als erste Ganzsachen gelten die 1838 im australischen Sydney ausgegebenen letter sheets.

### Entstehung

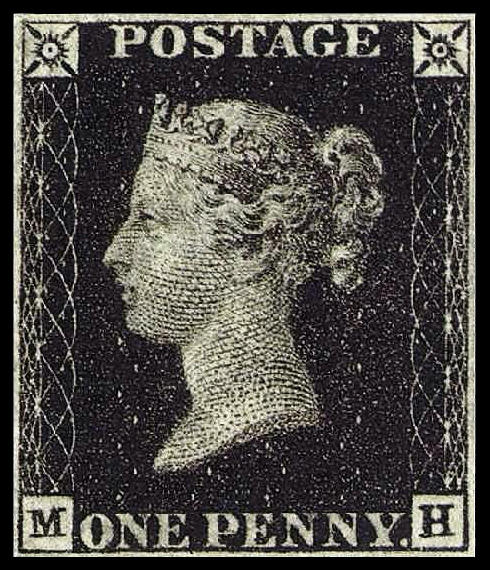
One Penny Black – Die erste Briefmarke der Welt (1840)

Die Grundidee der Erfindung war, das Briefporto nicht mehr vom Empfänger einziehen zu lassen, sondern vom Absender. Damit war das erste „Prepaid-System“ (Vorauszahlung und anschließende Nutzung) geschaffen. Außerdem wurde damit eine Vereinfachung und Senkung des Briefportos verbunden, so dass ein Briefwechsel nicht mehr nur reichen Personen vorbehalten war.
Bereits 1836 machte der Slowene Laurenz Koschier aus Laibach der österreichischen Regierung den Vorschlag der Einführung von Briefmarken zur Vereinfachung des Postwesens. Der schottische Buchhändler James Chalmers reichte 1838 einen ähnlichen Vorschlag ein. Diesen Vorschlag hat Sir Rowland Hill, der von der britischen Regierung 1835 mit der Reformierung des Postwesens betraut wurde, wahrscheinlich aufgegriffen und in seine Postreform mit einbezogen. Er gilt damit als Urheber der Briefmarke.
Die erste aufklebbare Briefmarke wurde ab dem 1. Mai 1840 nach den Vorschlägen von Rowland Hill im Vereinigten Königreich herausgegeben und ab dem 6. Mai 1840 frankaturgültig (die erste Verwendung fand ein Exemplar allerdings schon am 2. Mai). Der Wert zu einem Penny wird in Sammlerkreisen als One Penny Black bezeichnet. Sie gilt als die erste Briefmarke der Welt.
Rowland Hill war auch für das Motiv der ersten beiden Briefmarken verantwortlich. Für die Gestaltung wurden mehrere 1000 Entwürfe eingereicht, die ausnahmslos von ihm abgelehnt wurden. Die Zeichnung schaute sich Rowland Hill deshalb von einer Gedenkmünze aus dem Jahr 1837 ab, die ihm besonders gefiel. Der Wert zu einem Penny trägt das Porträt der Königin Victoria auf schwarzem Grund, der Wert zu zwei Pence auf blauem Grund. Der Stecher der ersten Briefmarken war Henry Corbald. Mit dem Druck wurde die Druckerei Perkins, Bacon Petch betraut.

### Verbreitung

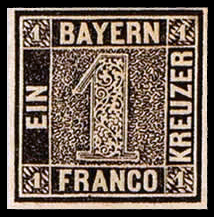
Schwarzer Einser – Die erste deutsche Briefmarke (Bayern, 1849)

Bereits kurz nach der Ausgabe der ersten beiden Briefmarken der Welt folgten andere Länder nach. 1841 und 1842 erschienen in den USA einige Lokalmarken. 1843 erschienen weitere Briefmarken in Brasilien (Ochsenaugen) und in den beiden Schweizer Kantonen Zürich (Zürich 4 und Zürich 6) und Genf (Doppelgenf). Die erste deutsche Briefmarke war der Schwarze Einser, der am 1. November 1849 zusammen mit zwei weiteren Marken zu 3 Kreuzer und 6 Kreuzer vom Königreich Bayern herausgegeben wurde. Von der Marke zu 3 Kreuzer ist ein bereits am 31. Oktober 1849 verwendetes Exemplar auf einem Brief aus Deggendorf bekannt. Die bayerische Verordnung vom Oktober 1849 schrieb vor, dass die Briefmarken, anders als heute, auf den Briefen links oben anzubringen seien. 1850 folgten die deutschen Staaten Hannover, Preußen, Sachsen und die dänisch-deutschen Herzogtümer Schleswig und Holstein und 1851 Baden. Die ersten österreichischen Briefmarken wurden am 1. Juni 1850 herausgegeben. Sie hatten auch für Liechtenstein Gültigkeit, in dem die Post bis 1920 von Österreich betrieben wurde. Von der weiteren Verwendung schwarzer Marken nahm man Abstand, weil darauf der Poststempel nur schwer zu erkennen war und deshalb eine Wiederverwendung der Marken drohte.
Bald entstanden neue Briefmarkenarten, wie beispielsweise in Österreich 1851 die ersten Zeitungsmarken der Welt. Als die erste Sondermarke der Welt wird meist eine im April 1871 anlässlich der Eröffnung der ersten Eisenbahnstrecke in Peru verausgabte Briefmarke angesehen, aber nicht alle Historiker unterstützen diese Ansicht. Dennoch wurde immer mehr die Werbewirksamkeit von Briefmarken erkannt.
Die erste nennenswerte Veränderung erfuhren Briefmarken in den 1850er-Jahren, als man in Großbritannien erstmals versuchsweise 1850 und endgültig ab 1854 dazu überging, die Briefmarken auf den Bögen durch Perforierungen voneinander zu trennen, um damit das Abtrennen wesentlich zu vereinfachen. Dadurch entsteht der typische Zahnrand von Briefmarken. Zuvor musste zum Trennen eine Schere benutzt werden.

### Rechtliche Funktion in Deutschland

#### Früher
Die Briefmarke hieß früher offiziell Postwertzeichen. Dieses Wort entstammt dem „hoheitlichen“ Wortschatz und lässt den geschichtlichen Hintergrund der Briefmarke in rechtlicher Sicht gut erkennen. Da sich alle Postverwaltungen in staatlicher Hand befanden oder auf einem staatlich verliehenen Monopol (teilweise mit anderen Namen, etwa bei Thurn und Taxis) beruhten, war man im öffentlichen Recht tätig. So regelte bei der Deutschen Bundespost bis zur Privatisierung die Postordnung als Rechtsverordnung das Verhältnis zwischen der Post und dem Postbenutzer („Postbenutzungsverhältnis“). Aus diesem Umstand resultiert auch die – noch – bestehende Besonderheit, dass die für die Beförderung verlangten mittlerweile privatrechtlichen Entgelte von der Umsatzsteuer (besser bekannt als Mehrwertsteuer) befreit sind. Diese Regelung gilt mittlerweile auch für andere Postunternehmen in Deutschland, soweit sie flächendeckend Universaldienste anbieten.
Das Entgelt für die Briefbeförderung war zuvor eine öffentlich-rechtliche Gebühr. Mit der Benutzung der Briefmarke wies man durch Aufkleben nach, dass die vorgeschriebene Verwaltungsgebühr für die staatliche Beförderung bezahlt worden war. Als hoheitliche Gebührenmarken fielen die Briefmarken nicht unter das privatrechtliche Wertzeichenrecht gemäß § 807 BGB.
Strafrechtlich wurde die Briefmarke von 1871 an im Reichs-Strafgesetzbuch als Urkunde verstanden und ihre Fälschung als Urkundenfälschung bestraft (§ 275 RStGB). In der Bundesrepublik Deutschland wurde die Briefmarke nicht mehr als Urkunde, sondern als geldähnliches „amtliches Wertzeichen“ eingestuft. Mit der Großen Strafrechtsreform 1975 wurde ihre Fälschung neu unter „Geld- und Wertzeichenfälschung“ geregelt (§§ 148, 149 StGB).

#### Heute
Bei Gründung der Bundesrepublik Deutschland 1949 waren Briefmarken eindeutig hoheitliche Wertzeichen. Da sie grundsätzlich auch als Geldersatz genutzt werden konnten, bestand die Deutsche Bundesbank zunächst darauf, dass Briefmarken nur eine begrenzte Gültigkeit haben dürfen, um den Geldumlauf kontrollieren zu können. Erst langsam wurde dieser Vorbehalt gelockert. Im Jahre 1964 erschien die erste Briefmarkenserie mit unbegrenzter Gültigkeit, während erst ab 1969 alle Briefmarken grundsätzlich unbefristet gültig blieben.
Die Deutsche Reichspost hatte bereits infolge der Gründung des Europäischen Post- und Fernmeldevereins die zu diesem Zeitpunkt noch gültigen Freimarken sowie alle seit 16. Juni 1942 bis Kriegsende erschienenen Marken mit unbefristeter Gültigkeit ausgestattet. Dies wurde nach der Kapitulation obsolet. Auch in der DDR waren Briefmarken zunächst mit einer befristeten Geltungsdauer versehen. Diese Befristung wurde im Jahr 1965 rückwirkend zum 1. Januar 1964 aufgehoben, sodass alle ab 1964 erschienenen Marken unbefristet gültig blieben. Der Charakter der Briefmarken in der DDR war dem in der Bundesrepublik vergleichbar.
Zum 1. Januar 1995 wurde die staatliche Deutsche Bundespost privatisiert, das heißt, sie wurde als Staatsinstitution aufgelöst und als Deutsche Post AG neu aufgestellt. Als privatwirtschaftliches Unternehmen ist sie nicht mehr im öffentlichen Recht tätig. Sie erbringt privatrechtliche Dienstleistungen gegen Leistungsentgelt. Der Erwerb einer Briefmarke ist nun ein normaler privatrechtlicher Kaufvertrag.
Der Deutschen Post AG wurde das Recht zur Ausgabe eigener Briefmarken nicht mehr eingeräumt. Stattdessen wurde sie gesetzlich verpflichtet, die von ihr benötigten Briefmarken von der Bundesrepublik Deutschland zu beziehen. Die heutigen Briefmarken werden nach Weisung des Bundesministeriums der Finanzen hergestellt und an die Deutsche Post AG ausgeliefert (§ 43 Absatz 1 Satz 1 des Postgesetzes).
Der Rechtscharakter der deutschen Briefmarken war lange Zeit unklar, die Rechtsliteratur in Deutschland zum zivilrechtlichen Rechtscharakter von Briefmarken ist uneinheitlich. Erst das grundlegende Urteil des BGH vom 11. Oktober 2005 hat für Klarheit gesorgt. Demzufolge sind Briefmarken „kleine Inhaberpapiere“ im Sinne des § 807 BGB. Um „kleine Inhaberpapiere“ handelt es sich immer dann, wenn der Aussteller des Papiers sich durch Leistung an den Inhaber befreien kann, der Inhaber die versprochene Leistung zu fordern berechtigt ist, und der Besitz der Urkunde zur Geltendmachung des Rechts erforderlich ist. Danach ergebe sich aus der allgemeinen Verkehrssitte bei Inhaberzeichen, dass die Briefmarke einen Anspruch auf Beförderung einer Postsendung in dem Umfang verkörpert, der dem aufgedruckten Wert entspricht.
Die Post will die Beförderungsleistung gegenüber jedermann mit schuldbefreiender Wirkung erbringen, der gültige Briefmarken in Höhe des vorgesehenen Leistungsentgelts auf die jeweilige Postsendung klebt. Zu diesem Zeitpunkt dient die Briefmarke nur noch der Kontrolle, ob das für die konkrete Postsendung vereinbarte Leistungsentgelt im Voraus geleistet worden ist. Der Besitz der Briefmarke ist zur Geltendmachung des Beförderungsanspruchs erforderlich, sodass bei Verlust der Briefmarke keine Leistung von der Post verlangt werden kann. Die Schutzfunktion des § 797 BGB (Herausgabe des Inhaberpapiers an den Aussteller) wird durch die Entwertung der Briefmarke mittels Stempel erreicht.
Strafrechtlich fällt ihre Fälschung nicht mehr unter die „Geld- und Wertzeichenfälschung“ nach §§ 146 ff. StGB, sondern ist einfache Urkundenfälschung gemäß § 267 StGB. Briefmarken sind damit strafrechtlich mit den Privatmarken der anderen Postunternehmen gleichgestellt. Weitere Privatmarken wurden mit dem Ende des so genannten „Briefmonopols“ der Deutschen Post AG am 1. Januar 2008 vermehrt herausgegeben.
Briefmarken von Erbringern von Universaldienstleistungen sind in Deutschland nach § 4 Nummer 11b Satz 1 UStG umsatzsteuerfrei. Dies wurde in der Vergangenheit damit begründet, dass die Post eine bis 31. Dezember 2007 befristete Exklusivlizenz für Briefe unter 50 Gramm besaß und somit als einziges Unternehmen einen flächendeckenden Universaldienst anbieten musste. Nach dem Auslaufen der Exklusivlizenz und dem damit verbundenen Fall des Briefmonopols in Deutschland sind diese Voraussetzungen nicht mehr gegeben, trotzdem wurde das Steuerprivileg der Post bis 30. Juni 2010 beibehalten. Am 1. Juli 2010 fiel dieses im Geschäftsbereich, während gleichzeitig die Post-Konkurrenten im Privatkundenbereich von der Umsatzsteuer befreit wurden, sofern sie ihre Dienste flächendeckend anboten.
Seit September 2008 kann das Briefporto bei der Deutschen Post AG auch über neue Vertriebswege erworben und beglichen werden. Beim sogenannten Handyporto wurde nach Auftrag über das Mobiltelefon per SMS ein Zahlencode übermittelt, der anstelle der Briefmarke von Hand auf der Sendung einzutragen ist. Hingegen wird die sogenannte Internetmarke vom Kunden über das Internet erworben, elektronisch bezahlt, als maschinenlesbarer Barcode vom Kunden ausgedruckt und auf die Sendung geklebt beziehungsweise direkt auf den Briefumschlag gedruckt. Das Verfahren ähnelt dem Stampit-Dienst. Während bei der Internetmarke nur der übliche Portobetrag zu begleichen ist, kostete das Handyporto einen Aufpreis. Es muss angemerkt werden, dass beide keine Briefmarke im eigentlichen Sinn mehr sind, weil ihnen der Charakter der Gleichmäßigkeit – identische Stücke werden in größerer Auflage hergestellt – fehlt.

### Briefmarken werden Sammelobjekte

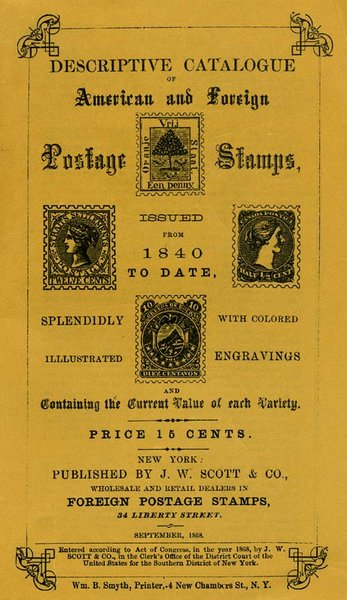
Deckblatt des ersten Scott-Kataloges von 1868

Durch die rasend schnelle Ausbreitung der Briefmarke breitete sich auch die Philatelie immer mehr aus. Der Begriff Philatelist wurde im Jahre 1864 von dem französischen Sammler Georges Herpin geprägt. Er bedeutet übersetzt aus dem Griechischen „Freund dessen, was frei von Abgaben ist“. Obwohl dieses Wort die Sammelleidenschaft der Philatelisten nur denkbar schlecht beschreibt, setzte es sich in fast allen Sprachen durch.
Briefmarken sind als Sammelobjekte weit verbreitet. Zunächst sammelte man nur aus Spaß die kleinen Postwertzeichen aus der Tagespost und verwendete sie beispielsweise zum Bekleben von Lampenschirmen, was die Sammelobjekte fast immer zerstörte. Erst langsam begannen sich einige Leute mit den Briefmarken genauer zu befassen. Für den damaligen Sammler war es selbstverständlich und auch möglich, so genannte „Generalsammlungen“ anzulegen. Dies bedeutet, dass der Philatelist alle Briefmarken der Welt in seine Sammlung aufnahm. Dies war später bei der Masse der verschiedenen Briefmarkenausgaben undenkbar.
Mit der Zeit entstanden zahlreiche Hilfsmittel für den Philatelisten. Im Jahre 1860 erschienen die ersten Briefmarkenalben. Bereits ein Jahr später, 1861, entstanden die ersten Vorläufer der heutigen Briefmarkenkataloge. Im Jahr 1862 kam es zur Ausgabe der ersten philatelistischen Fachzeitschriften. Es handelt sich dabei um The Monthly Advertiser, der im Geburtsland der Briefmarke erstmals am 15. Dezember 1862 erschien. Die Briefmarkenzeitschriften förderten vor allem den Tausch von Briefmarken zwischen den Philatelisten. Außerdem berichteten sie über die Neuausgaben der ganzen Welt und informierten die Sammler über alles Wissenswerte der Philatelie.
Neben den neuen Hilfsmitteln für den Philatelisten entstanden immer mehr Briefmarkenvereine und Veranstaltungen speziell für den Philatelisten. Bereits aus dem Jahre 1856 sind Treffen von Philatelisten in den USA bekannt. 1866 kam es dort zur Gründung der Excelsior Stamp Association, des ersten Briefmarkenvereins der Welt.
Die steigende Zahl philatelistischer Vereine führte zu zahlreichen Zusammenschlüssen. In Deutschland ist dies heute der Bund Deutscher Philatelisten, in Österreich der Verband Österreichischer Philatelistenvereine.

### Erste Postfälschungen
Die rasche Ausbreitung der Briefmarke hatte nicht nur positive Begleiterscheinungen. Immer mehr Fälscher erkannten das lukrative Geschäft von Briefmarkenfälschungen, den so genannten Postfälschungen.
Bereits kurz nach der Einführung der ersten Briefmarke am 6. Mai 1840 in Großbritannien tauchten die ersten Ganzfälschungen von Briefmarken auf. Neben diesen Ganzfälschungen gab es jedoch auch zahlreiche Teilfälschungen von postgültigen Briefmarken. Dies bedeutet, dass nur Teile einer echten Briefmarke verändert wurden, um deren Postwert zu erhöhen. Zu ihnen gehören beispielsweise die Farbänderung durch chemische Mittel sowie die Manipulation der Wertziffern, um Briefmarken mit höheren Nominalwerten zu imitieren.
Auch bereits gebrauchte Briefmarken wurden oft nochmals verwendet, indem aus zwei (oder mehreren) gebrauchten Stücken in mühevoller Handarbeit eine ungebrauchte Briefmarke zusammengebastelt wurde. Den Federzug oder den Poststempel versuchte man durch chemische Mittel zu entfernen. Außerdem konnten Briefmarken, von denen nur ein kleiner Teil mit einem Poststempel versehen war, gemeinsam mit einer Originalmarke verwendet werden, die genau diesen Teil verdeckt.

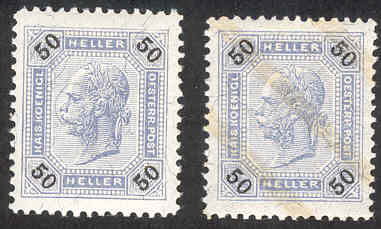
Freimarke zu 50 Heller mit und ohne Lackstreifen

Schon früh trafen Postverwaltungen verschiedene Schutzvorkehrungen, um ihre Briefmarken vor Fälschungen zu schützen. Die älteste Schutzmaßnahme gegen Postfälschungen ist das Wasserzeichen. Es kam bereits auf Anraten Rowland Hills bei den ersten Briefmarken der Welt zur Anwendung.
Manche Länder verwendeten ein Faserpapier für ihre Briefmarken. Bei dieser besonderen Papierart wurden dem Papierbrei (oft verschiedenfarbige) Seidenfadenflocken hinzugefügt, die später im Papier sichtbar wurden. Bei manchen Briefmarkenausgaben wurde in die noch nasse Papiermasse ein farbiger Seidenfaden eingebettet. Diese Schutzmaßnahmen findet man beispielsweise bei den Briefmarkenausgaben der deutschen Staaten Bayern und Württemberg sowie in der Schweiz. Farbiges Papier sollte ebenfalls das Fälschen erschweren. Ist das Papier nur vorderseitig gefärbt, spricht man von gefärbtem Papier. Diese Schutzmaßnahme ist beispielsweise bei den ersten Briefmarken Bayerns zu finden.
In Österreich wurde das Briefmarkenpapier mit glänzenden Lackstreifen versehen. Dies sollte das Entfernen von Poststempeln, um die Briefmarken erneut verwenden zu können, stark erschweren. Die Lackstreifen lösten sich teilweise mit dem Markenbild im Wasser (oder anderen Flüssigkeiten) auf.

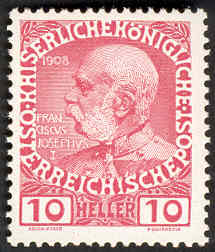
Auflagenstarke 10-Heller-Marke

### Höhepunkt der Briefmarke
Zur Zeit der Jahrhundertwende um 1900, kurz vor dem Ersten Weltkrieg, erreichte die Verbreitung der Briefmarke ihren Höhepunkt. Der Brief war dank des stetigen Ausbaus der Eisenbahn zum wichtigsten Kommunikationsmittel geworden. Die Auflagenzahlen schossen in die Höhe. Die wichtigsten österreichischen Briefmarkenwerte zu fünf und zehn Heller aus dem Jahre 1908 hatten beispielsweise eine Auflagezahl von je über drei Milliarden (3.000.000.000) Stück. Diese Briefmarken konnten allerdings nur im österreichischen Teil des Kaiserreichs Österreich-Ungarn verwendet werden, da Ungarn seit dem Ausgleich 1867 eigene Briefmarken ausgab.
Mit der Zeit entwickelte sich eine eigene Briefmarkensprache. Durch die Stellung der Briefmarke(n) auf dem Brief, beispielsweise verkehrt herum aufgeklebt und nach rechts geneigt, konnte man dem Briefempfänger geheime Botschaften, wie „Auf ewig dein“, überbringen. Mit der Zeit verschwand diese Form der geheimen Kommunikation jedoch wieder.

### Briefmarken als Propagandamittel
Während des Ersten Weltkrieges entdeckte man die Briefmarke als Propagandamittel. Man unterscheidet zwei verschiedene Arten der Briefmarkenfälschungen kriegführender Staaten, die zur Schädigung des Feindes hergestellt werden. Bei Spionagefälschungen handelt es sich um möglichst genaue Imitation der gegnerischen Freimarken, die dazu verwendet werden, Propagandamaterial über Mittelsmänner durch die feindliche Post zustellen zu lassen. Sie werden deswegen Kriegspostfälschungen genannt (→ Postfälschung). Ein Kauf von einer großen Menge von Briefmarken von Privatpersonen wäre, vor allem während eines Krieges, dem Feind sofort aufgefallen. Bei Propagandafälschungen handelt es sich um die Fälschung der gegnerischen Briefmarken, wobei der Bildinhalt zu Propagandazwecken verändert wird (z. B. Inschrift „Deutsches Reich“ → „Futsches Reich“).
Vor allem während des Zweiten Weltkrieges fand diese Art der Briefmarkenfälschung eine große Verbreitung. Während des Kalten Krieges wurden ebenfalls noch Propaganda- und Kriegspostfälschungen hergestellt.
Dass Briefmarken ein Propagandamittel sind, wurde nicht nur von den jeweiligen Feinden eines Landes erkannt. Vor allem diktatorische Staaten wie das nationalsozialistische Deutsche Reich nutzten Briefmarkenmotive für ihre eigene Propaganda. Der Personenkult um Adolf Hitler wurde durch hohe Auflagen entsprechender Marken unterstützt.
Vergleichbares findet man in Nordkorea um Kim Il-sung, in der ehemaligen Sowjetunion um Josef Stalin oder in Rumänien um Nicolae Ceaușescu. Personen mit Symbolfunktionen kommen aber auch außerhalb eines ausgeprägten Personenkults auf Briefmarken vor, wie z. B. Königin Elisabeth II. von Großbritannien, der Gründervater George Washington der USA oder der Philosoph Karl Marx, der eine wichtige Rolle unter anderem für das politische Selbstverständnis der DDR hatte. Die Sowjetunion räumte Motiven aus der Raumfahrt breiten Raum ein, da diese Briefmarken die technologische Überlegenheit und den damit verbundenen Führungsanspruch des Landes propagieren sollten. Im sogenannten Postkrieg waren Briefmarken mit propagandistisch empfundenem Inhalt mehrfach Beanstandungen durch andere Länder ausgesetzt.

### Briefmarken heute
Seit zu Beginn des 20. Jahrhunderts Frankiermaschinen aufkamen, wurde den Briefmarken immer wieder ein rasches Ende vorausgesagt. Dennoch bleiben Briefmarken auch heute noch mindestens für Privatpersonen die bequemste Art, Postsendungen freizumachen. Jährlich werden weltweit mehrere Milliarden Marken verbraucht. Dies hängt stark von den örtlichen Zahlungsgewohnheiten ab: In Ländern wie den USA, wo es üblich ist, die monatlichen Rechnungen durch das Versenden von Schecks zu bezahlen, ist der Verbrauch ungleich höher als in Ländern, in denen die Überweisung vorherrscht.
Nach Schätzungen des Bundes Deutscher Philatelisten tragen heute nur noch etwa 5 % der in Deutschland beförderten Briefe ein Postwertzeichen. Da der Verkauf von Briefmarken an Sammler für die Postverwaltungen ein gutes Geschäft ist, werden viele Sondermarken hauptsächlich für Sammler produziert, und die Postverwaltungen bemühen sich bei der Themengestaltung um populäre Themen wie „Fußball-WM“ oder „Oldtimer“. Einige Kleinststaaten produzieren gar Briefmarken hauptsächlich nicht zur eigentlichen Verwendung, sondern um mit ihrem Verkauf an Sammler einen nicht unwesentlichen Beitrag zum Staatshaushalt zu erwirtschaften (z. B. der Vatikanstaat, Liechtenstein, San Marino oder einige sehr arme Staaten der Dritten Welt). Die isländische Post hat hingegen am 29. Oktober 2020 ihre letzten Briefmarken-Ausgaben herausgegeben, bereits ein Jahr zuvor wurde die Philatelie-Abteilung am 31. Dezember 2019 geschlossen.
In manchen Ländern werden seit einigen Jahren Briefmarken ausgegeben, bei denen statt des konkreten Werts ein Buchstabe als Wertangabe aufgedruckt wird. Dabei gibt es zwei Systeme: Meist kennzeichnet der Buchstabe eine bestimmte Versendungsart, z. B. Inlandsbrief. Die Marken bleiben bei Preissteigerungen unabhängig vom Kaufpreis für diese Versendungsform gültig. Dieses Phänomen gibt es auch in Staaten mit einer hohen Inflationsrate, um bei steigender Geldentwertung nicht immer neue Marken drucken zu müssen. Gerade bei den ersten Marken mit Buchstaben der US-Post kennzeichnet der Buchstabe lediglich einen bestimmten Wert, bei einer Preissteigerung musste also die Differenz ergänzt werden (z. B. 1991 bei der Steigerung von 25c=E auf 29c=F mit einer speziellen Ergänzungsmarke).

### Moderne Vermarktung

Stampit-2-D-Code

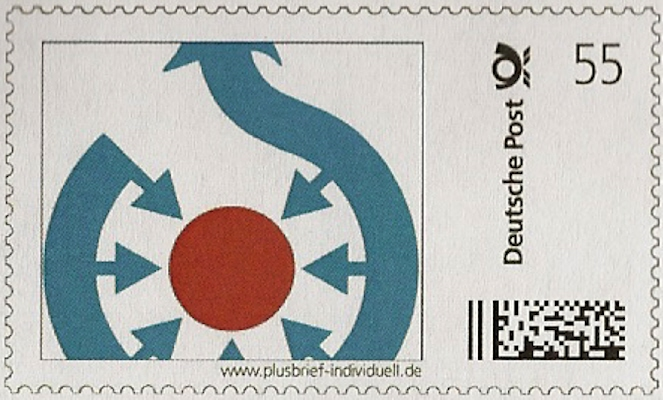
Individuelle „Plusbrief“-Freimachung, hier mit dem Logo von Wikimedia Commons

Von 2001 bis 2011 war es in Deutschland möglich, sog. Digitalmarken mit der Frankiersoftware Stampit aus dem Internet zu laden und auszudrucken. Durch die Postreform mit der einhergehenden Aufweichung des Briefmonopols ist es auch für private Unternehmen möglich, Briefmarken herauszugeben.
2003 führten die niederländische und die finnische Post (letztere zunächst nur für Firmenkunden) erstmals Briefmarken ein, die von den Kunden selbst gestaltet werden können. Dabei wird ein Foto, eine Grafik oder ein Logo in einen vorgegebenen Rahmen gedruckt. In Österreich kann man seine eigenen Briefmarken (sogenannte personalisierte Briefmarken) seit 2003 mit einer Mindestauflage von zunächst 200, seit 2005 von nur noch 100 Stück drucken lassen. Mittlerweile ist in den USA ein vergleichbares Programm verfügbar, hier beträgt die Mindestauflage sogar nur 20 Stück.
In Deutschland bietet die Deutsche Post seit dem 1. Februar 2008 ihren Kunden mit dem Service „Plusbrief individuell“ die Möglichkeit, ihre Privat- oder Geschäftspost mit einer eigenen Briefmarke zu frankieren, ab einer Mindeststückzahl von 20 Stück für zurzeit 32,33 Euro. Über das Internetportal kann man ein eigenes Motiv hochladen und die fertigen Kuverts werden einem nach Hause geschickt.
Seit 2009 sind in Deutschland auch individuell gestaltete Briefmarken erhältlich. Diese können über das Programm „Marke Individuell“ der Deutschen Post bestellt werden. Hier können sowohl von Firmen als auch von Privatpersonen eigene Motive eingereicht werden, welche nach Freigabe sowohl auf Bogen als auch auf Rolle produziert werden. Derzeit werden über dieses Programm ausschließlich selbstklebende Marken in Auflagen von 20 bis 10.000 Stück hergestellt. In besonderen Fällen kann ein Praxistest erforderlich sein, welcher mit mindestens 150 frankierten Briefen in einem Briefzentrum durchgeführt wird. Der erfolgreiche Abschluss wird durch eine Zertifizierung bestätigt.
Ein weiterer Online-Service zum Kauf von Brief- und Paketmarken ist die Internetmarke. Hier gibt es keine Mindeststückzahl. Briefmarken können mit vielen Motiven aus einer Bildergalerie persönlich gestaltet und sofort ausgedruckt werden. Im Dezember 2020 hat die Deutsche Post die sogenannte mobile Briefmarke eingeführt: Die Briefe werden mit einem Code frankiert, der mit #PORTO beginnt.
Die Schweiz gab am 6. September 2005 weltweit erstmals vier Briefmarken heraus, die Fotos zeigen, die mit Mobiltelefonen aufgenommen wurden. Diese Fotos konnten von der gesamten Bevölkerung per MMS eingereicht werden. Per 2013 wurde die SMS-Briefmarke eingeführt.
Österreich führte 1988 erstmals Briefmarken mit aufgedruckter Hologrammfolie ein. Diese Gestaltungsform ist aufgrund des technischen Herstellungsaufwandes eine Randerscheinung, die für hohe Nominale und besondere Anlässe verwendet wird. Weltweit sind seit 1988 etwa 120 verschiedene Ausgaben erschienen, die ein eigenes Sammelgebiet darstellen.
Ebenfalls in Österreich wurde zur UEFA EURO 2008 erstmals eine neue Art Briefmarke mit Wackelbild herausgebracht. Sie zeigt den 6-sekündigen Torschuss von Andreas Herzog im Jahr 1997. Das Bild auf der Marke wird somit zum Kurzfilm. Der Preis liegt aufgrund der hohen Herstellungskosten bei 5,45 €. Im selben Jahr erschien ein 3D-Lentikularbild der Venus von Willendorf mit Nominale 3,75 €.
Am 2. Januar 2010 hat die Deutsche Post mit den Wohlfahrtsmarken „Obst“ erstmals in Deutschland sogenannte Duftmarken ausgegeben, die beim Reiben über die Briefmarke den Geruch der abgebildeten Frucht freisetzen. Bereits 1973 hatte das Königreich Bhutan einen Sondermarkensatz herausgegeben, der mit duftenden Farben bedruckt war und anlässlich der 400-Jahr-Feier der Schokoladenhersteller in Bayonne erschienen in Frankreich am 23. Mai 2009 Briefmarken mit Schokoladenduft, was durch in der Druckerfarbe inkorporierte Mikrokapseln erreicht wurde.
Seit 2019 gibt es in Österreich Serien von Krypto-Briefmarken, die Crypto Stamp.
Im Jahr 2022 kündigte die Royal Mail an, ihren Briefmarken sogenannte DataMatrix-Codes, über die Videos, Nachrichten und andere Informationen ausgetauscht werden können, beizufügen.
Im Oktober 2023 kündigte die Deutsche Post eine Krypto-Briefmarke an, eine Kombination aus einer physischen Marke und einem Besitzzertifikat in Form eines Non-Fungible Tokens. Die Marke trägt den Aufdruck Deutschland und zeigt eine KI-generierte Grafik des Brandenburger Tors. Ausgabedatum ist der 2. November 2023.

## Charakteristische Merkmale und Gestaltung

### Form
Die ursprüngliche Form der Briefmarke war rechteckig, wobei stehende Rechtecke häufiger als liegende waren. Rechteckige Briefmarken ergeben eine ideale Anordnung auf dem Bogen. Quadratische Briefmarken als Sonderform des Rechtecks sind eher selten zu finden. Von der ungarischen Post wurden häufig auf der Spitze stehende quadratische Briefmarken herausgegeben.
Neben den klassischen Vierecken tauchen schon früh Briefmarken in Dreiecksform auf; die bekanntesten Vertreter dieser Gattung stammen vom Kap der Guten Hoffnung.
Von zahlreichen Ländern wurden in den letzten Jahrzehnten Briefmarken in verschiedensten Formen ausgegeben, wobei runde Marken – etwa bei Marken mit Fußballmotiven – vergleichsweise häufig vertreten sind. Sie sind jedoch schwieriger zu zähnen und aus dem Bogen zu trennen als Rechtecke oder Dreiecke und werden daher meist im Rahmen eines Briefmarkenblocks ausgegeben. Sierra Leone und die Tonga-Inseln sind unter Sammlern bekannt für ihre speziellen Briefmarkenformen, die unter anderem die Form von Wappen, Obst, Vögeln, Landkarten, Pergamentrollen oder Kokosnüssen haben. La Poste in Frankreich gab bereits mehrere Marken in Herzform heraus.
Beliebt sind auch Zusammenstellungen von Marken in Blockform und in Markenheftchen.

Markenblock (Olympische Spiele in München)
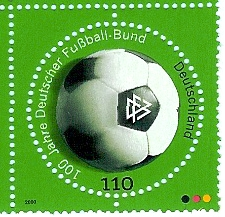
Erste runde deutsche Briefmarke (zum 100. Geburtstag des DFB)
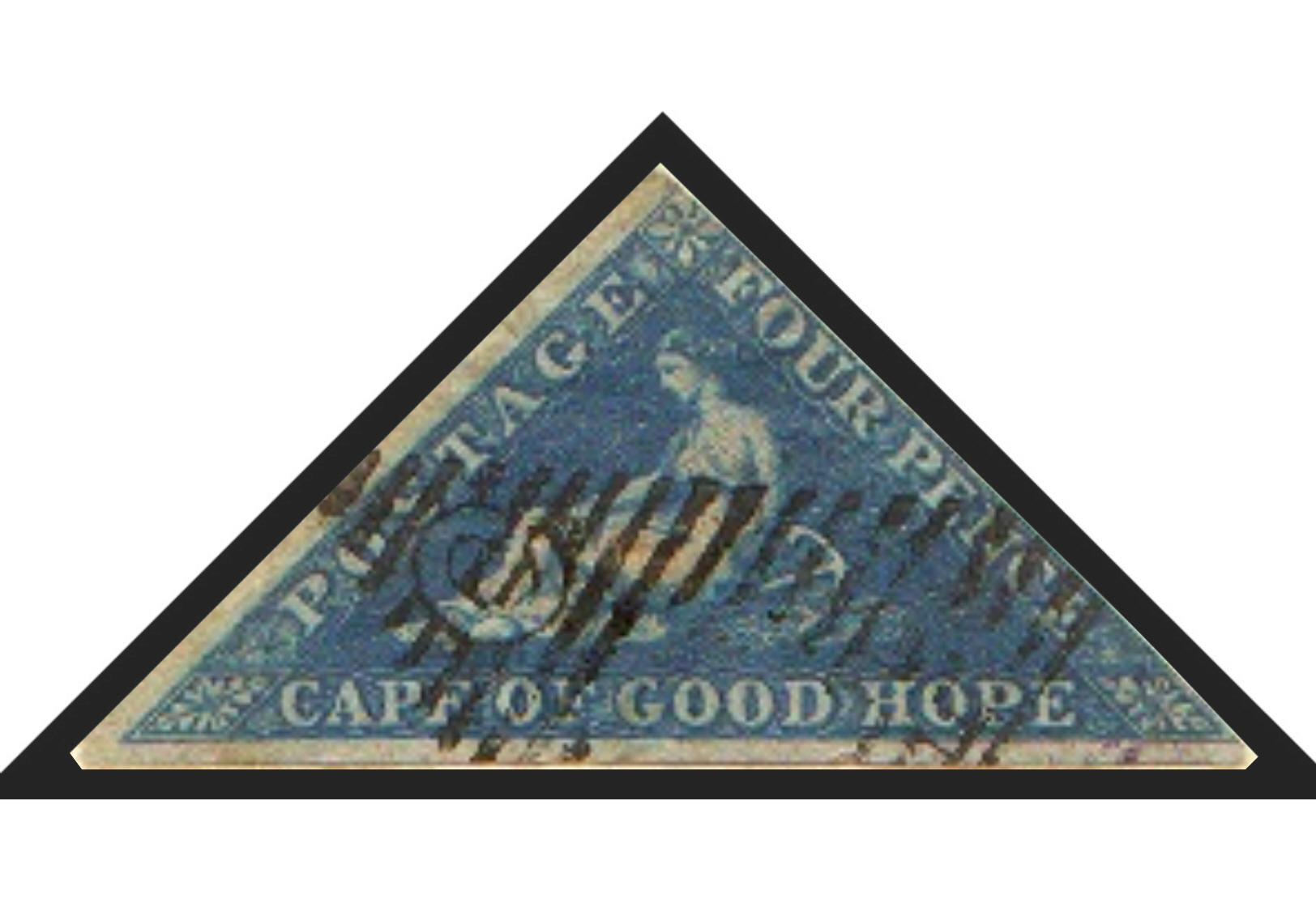
Dreiecksmarke vom Kap der Guten Hoffnung

### Zähnung
Die Zähnung ist heute die modernste Art der Perforation von Briefmarken. In den ersten Jahren ihrer Geschichte wurde sie manchmal noch schlecht ausgeführt. Heute ist sie jedoch in der ganzen Welt verbreitet und zu einer charakteristischen Eigenschaft der Briefmarke geworden. Die ersten Briefmarken der Welt hatten noch gar keine Zähnung. Der Postbeamte musste sie noch mit einer Schere aus dem Bogen schneiden.
Der Brite Henry Archer dachte jedoch über eine bessere Trennungsmöglichkeit als die Schere nach. Zunächst konstruierte er eine Durchstichmaschine. Diese funktionierte durch die Verwendung von kleinen Messern, die eng nebeneinander angeordnet waren und in das Briefmarkenpapier zwischen den Marken in regelmäßigen Abständen kleine Schnitte ritzte. Die ersten durchstochenen Briefmarken der Welt erschienen 1848 versuchsweise an den Postschaltern.
Henry Archer war jedoch noch nicht vollends mit seiner Maschine zufrieden. Er verbesserte sie immer mehr und ersetzte die feinen Messer bald durch Lochstifte. Dieses neue System der Briefmarkentrennung fand bald auch bei den Postbeamten großen Anklang. Nachdem die ersten gezähnten Briefmarken im Vereinigten Königreich ausgegeben worden waren, folgten zahlreiche andere Postverwaltungen mit dieser Innovation nach.
Viele Länder gehen immer mehr von der herkömmlichen Anordnung der Briefmarken im Bogen zu Rollenmarken über. Bei ihnen muss eine seitliche Zähnung nicht zwingend vorhanden sein.

### Gummierung
Die Gummierung wird rückseitig auf die Briefmarken aufgetragen, damit die Marke durch Anfeuchten der Schicht auf einen Brief geklebt werden kann. Aus technischen Gründen wird die Gummierung heute im Allgemeinen vor dem Druck der Briefmarken auf den leeren Bogen aufgetragen; dies erfolgt im Normalfall maschinell. In der Anfangszeit wurden die Briefmarken dagegen oftmals erst nach dem Druck gummiert. Solange dafür keine Maschinen eingesetzt wurden, geschah dies per Hand mit einem Pinsel.
Hauptbestandteile der Gummierung sind heutzutage vor allem Kunststoffe. In den meisten Fällen handelt es sich dabei um Polyvinylalkohol (PVA), ein synthetisches Polymer auf Kohlenstoffbasis. Zunächst wurden vor allem tierische Leime verwendet, etwas später auch pflanzliche Stoffe, wie Dextrin oder Gummi arabicum.
Manche Postverwaltungen experimentieren mit Briefmarken auf selbstklebender Kunststofffolie. In den USA zum Beispiel werden heute bereits ausschließlich selbstklebende Marken ausgegeben. In den meisten anderen Ländern wird jedoch die Gummierung verwendet. Es gab auch zahlreiche Bemühungen, den Geschmack der Gummierung zu verbessern. Die Deutsche Bundespost experimentierte mehrfach, beispielsweise in den Jahren 1955 und 1956 sowie Anfang der 1980er Jahre mit einer Gummierung mit Pfefferminzgeschmack, später wurde auch die Geschmacksrichtung Waldmeister erprobt. Mittlerweile erfolgt die Gummierung regelmäßig mit einer Mischung, die weniger feuchtigkeitssaugend ist und damit das Verkleben und Welligwerden des Papiers vermindert.

### Material

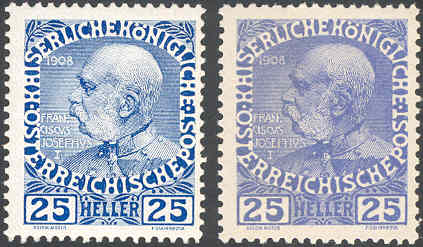
Zwei deutlich verschiedene Papierarten

Das häufigste Material, auf welches Briefmarken gedruckt werden, ist ein speziell für den Druck von Briefmarken hergestelltes Papier. Dieses Briefmarkenpapier muss qualitativ sehr hochwertig sein, da es den drucktechnischen Anforderungen entsprechen muss, sicher gegenüber Fälschungen sein muss, sowie bei den einzelnen Auflagen nicht voneinander unterscheidbar sein soll. Dies ist vor allem in Krisenzeiten nicht immer möglich.
Heutzutage wird meistens Briefmarkenpapier mit Lumineszenzkörper verwendet. Man unterscheidet fluoreszierende, phosphoreszierende sowie Briefmarkenpapiere mit optischem Aufheller. Die Lumineszenzkörper dienen als Schutz vor Fälschungen sowie zur Aufhellung des Briefmarkenpapiers und werden von automatischen Stempelmaschinen als Erkennungszeichen für die Position der zu stempelnden Briefmarke verwendet, gleichzeitig ist so die richtige Lage der Briefe für maschinelle oder manuelle Anschriftenlesung und Codierung gewährleistet. Phosphoreszenz (Nachleuchten bei Dunkelheit) ist relativ selten, aber zum Beispiel bei finnischen Briefmarken die Regel.
Von einigen Postverwaltungen werden jedoch manchmal andere Materialien wie Holz oder Stoff verwendet. Diese beiden Beispiele wurden von der Schweizer Post verausgabt und dienen ausschließlich dem Verkauf an Sammler. Bhutan, das seit 1955 eigene Briefmarken herausgibt, präsentierte gar Briefmarken in Form von echten, 68 bis 100 mm großen, einseitig abspielbaren Schallplatten. Die DDR emittierte 1963 einen Block auf Dederongewebe. Das Königreich Burundi gab zum dritten Jahrestag seiner Unabhängigkeit verschiedene Briefmarken auf Goldfolie aus. Die Deutsche Bundespost gab in ihrer Reihe der Wohlfahrtsmarken 1999 zwei Briefmarken mit aufgeklebter Hologrammfolie heraus.
2003 kam in Italien eine Briefmarke auf Jeansstoff gedruckt heraus, 2004 brachte die Schweizer Post eine Briefmarke auf Holz heraus. Auch gestickte Briefmarken wurden seit den frühen 2000er Jahren von der Italienischen, der Schweizer und der Österreichischen Post produziert. Österreich gab 2008 zwei Briefmarken mit besonderen Materialien heraus: Zur Fußball-Europameisterschaft 2008 eine runde Briefmarke aus dem Kunstleder, aus dem auch die Fußbälle hergestellt wurden und ein Lentikularbild („Wackelbild“ mit 3D-Effekt) aus Kunststoff der Venus von Willendorf. In der Sowjetunion wurden zwei Briefmarken mit Raumfahrtmotiven aus dem Jahr 1965 auf Aluminium gedruckt. Opakes Briefmarkenpapier blieb jedoch bis heute das einzig zweckmäßige Material für Briefmarken.

### Gestaltung und Druck
Die Motive von Briefmarken sind eine willkommene Möglichkeit zur Selbstdarstellung der Länder, die diese ausgeben. Deshalb trägt die Briefmarke neben dem Wert und der Herkunftsbezeichnung zumeist auch ein künstlerisches Motiv. Die in frühen Jahren häufig verwandten Bildnisse von Monarchen werden zunehmend durch interessante Darstellungen aus den Bereichen Kultur, Flora und Fauna, Technik, Sport, Bauwerke, Kunst sowie wichtiger Persönlichkeiten und aktueller Ereignisse abgelöst.

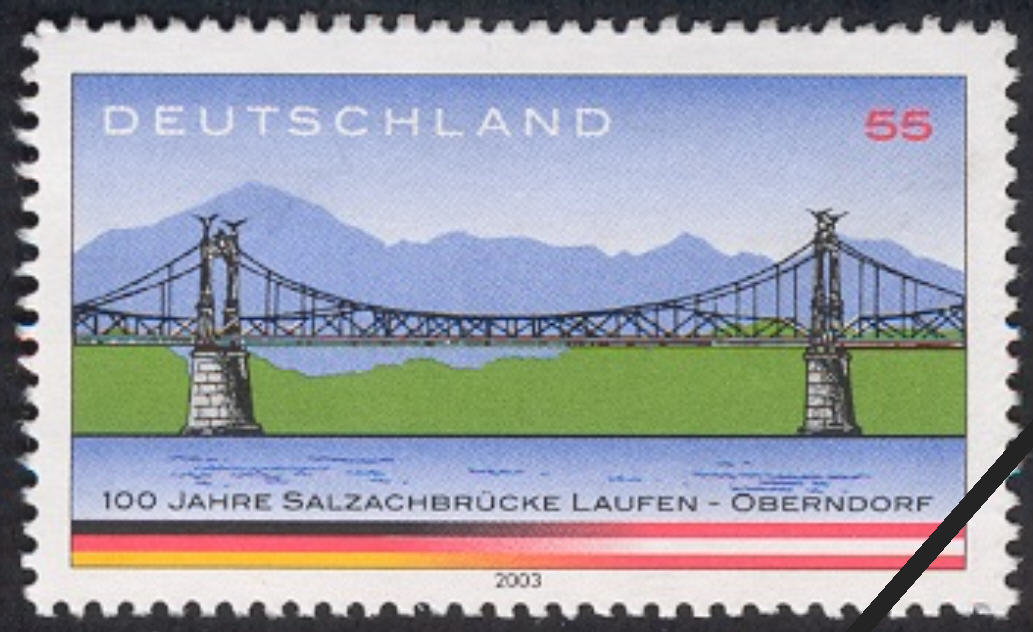
Korrekte Abbildung einer postgültigen deutschen Briefmarke (siehe auch: Amtliche Briefmarke (Deutschland))

In Deutschland werden Postwertzeichen durch das Bundesministerium der Finanzen unter Mitwirkung eines Kunst- und eines Programmbeirates für die Deutsche Post AG herausgegeben. Der vom Künstler eingereichte Entwurf muss in sechsfacher Vergrößerung erstellt sein, damit Details genauer erkennbar sind.
Da es sich bei Briefmarken nicht um amtliche Werke handelt, unterliegen sie dem Urheberrechtsschutz. Ihr Urheberrecht liegt bei der jeweiligen Postverwaltung. Eine Abbildung der betroffenen Briefmarken ist meist trotzdem möglich. Handelt es sich dabei allerdings nicht um die Abbildung der ganzen Briefmarke als solcher, sondern vordergründig um die Abbildung des Motivs oder bestimmter Teile des Motivs, so könnte in diesem Falle das Urheberrecht des Entwerfers des Briefmarkenmotivs tangiert sein.
Das Abbilden von Briefmarken in Büchern oder auf Internetseiten tolerieren die einzelnen Postverwaltungen der Welt in unterschiedlichem Maß. Während die Postverwaltung der Färöer beispielsweise eine unveränderte Abbildung ihrer Briefmarken erlaubt, ist eine Abbildung bei deutschen Briefmarken nur unter bestimmten Einschränkungen zulässig. So muss die abgebildete Briefmarke entweder mindestens 25 % größer oder 10 % kleiner als das Original sein oder einen Abdruck eines schrägen schwarzen Balkens über eine ihrer Ecken tragen. Die zuletzt genannte Methode wird von den meisten Postverwaltungen der Welt anerkannt.
Beim Druck der Briefmarke wird vor allem auf eine qualitativ hochwertige Umsetzung der Entwürfe geachtet. Heutzutage kommen dabei zahlreiche verschiedene Drucktechniken zur Verwendung. Oft werden kombinierte Druckverfahren verwendet. Der Druck erfolgte früher mit Druckerpressen unter hohem Druck, dabei konnte es zu Brüchen des Papiers um das Druckbild kommen. Der Philatelist spricht dann vom sogenannten Bayernbruch.
Am 9. September 2004 gab die Deutsche Post eine Sondermarke zum 50-jährigen Jubiläum des Bundessozialgerichtes heraus, die in aufwändigem Prägedruck hergestellt wurde. Am 2. März 2006 folgte eine Marke, die erstmals einen für Blinde geprägten tastbaren Schriftzug („Mit Händen sehen“) und die Wertangabe (55 Cent) in Brailleschrift enthielt.
Vor der endgültigen Druckanordnung werden meist einige Probedrucke angefertigt.
Trotz der zahlreichen Kontrollen und Probedrucken kommt es immer wieder zu kleineren Fehldrucken, wie die Verschiebung eines Druckganges. Diese kleinen Abarten sind meist nur für den Philatelisten interessant. Größere Fehler, wie eine falsche Farbe oder ein falsch herum eingesetztes Mittelstück, findet man nur sehr selten. Zu den berühmtesten Fehldrucken der Welt zählen vor allem die Tre Skilling Banco aus Schweden, von der nur ein Exemplar bekannt ist, und die US-amerikanische Inverted Jenny von 1918.

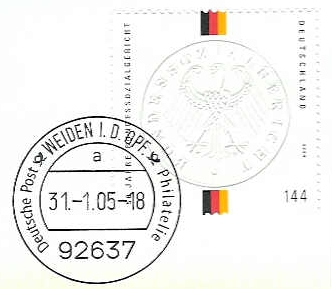
50 Jahre Bundessozialgericht
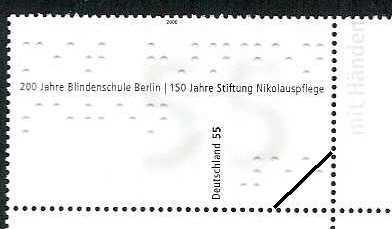
„Dienst am Nächsten“
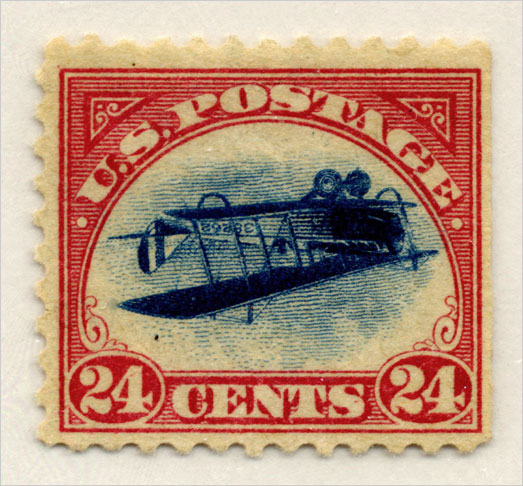
Inverted Jenny

Es gibt nicht nur Kunstwerke, die auf Briefmarken reproduziert werden oder künstlerische grafische Entwürfe, die auf ihnen abgebildet sind, sondern vielmehr auch Kunstwerke, die aus Briefmarken angefertigt sind.

#### Überdruck
Briefmarken mit zusätzlicher Überdruckung wurden herausgegeben um etwa in Zeiten starker Inflation kostensparend den Nennwert anzupassen. Häufig ist die Farbe des korrigierenden Aufdrucks schwarz, mitunter wird der ursprüngliche Wert mit einem separaten Balken durchgestrichen oder überdeckt.
Überdrucke kamen auch vor, wenn neue Staatsgebilde oder -gebiete mit neuen Bezeichnungen auftraten.
Die Österreichische Post ließ 2019 eine vierfarbige (blau (Mitgliedsländer), hellblau (GB), gelb, schwarz) Brexit-Sonderbriefmarke, die den ursprünglich geplanten Austrittstermin „29.3.2019“ anführt, nach einem Entwurf von Anita Kern drucken. Großbritanniens Austritt wurde verschoben. Per schwarzem Überdruck wurde das schwarze Datum daher auf der Marke korrigiert: Der ehemalige Datumswert wurde zart horizontal durchgestrichen, unmittelbar darunter folgt der letztlich geltende Wert „31.1.2020“, der Tag an dem die Marke dann erstmals ausgegeben wurde.

#### Deutsche Bundesdruckerei
Die Herstellung von Briefmarken ist seit mehr als 100 Jahren ein traditionelles Tätigkeitsgebiet der Bundesdruckerei (vorher: Reichsdruckerei). Der Herausgeber von deutschen Postwertzeichen ist heute das Bundesministerium der Finanzen (früher das Bundesministerium für das Post- und Fernmeldewesen), das unter anderem die Bundesdruckerei befugt, Briefmarken herzustellen. In der Bundesdruckerei werden fast alle deutschen und auch zahlreiche ausländische Briefmarken hergestellt.
Andere Druckereien, die im Auftrag des Bundesministeriums der Finanzen Briefmarken herstellen, sind unter anderem Giesecke+Devrient Wertpapierdruckerei Leipzig GmbH und Bagel Security-Print GmbH & Co. KG in Mönchengladbach.
In der Gründungsphase des Vorläufers der heutigen Bundesdruckerei (1879) produzierten die kaiserlichen Drucker jährlich rund 600 Millionen Freimarken. Heutzutage liefern die hochmodernen Druckmaschinen rund vier Milliarden Wertzeichen pro Jahr. Es wird größter Wert darauf gelegt, dass die nummerierten und perforierten Briefmarken von „makelloser Qualität“ sind. Entdecken die Kontrolleure eine minimale Farbabweichung oder eine Unregelmäßigkeit an den Rändern, so werden diese als „Fehldrucke“ klassifiziert und vernichtet. Da bei dem Briefmarkendruck eine hohe Akribie an den Tag gelegt wird, sind Fehldrucke rar und bei Briefmarkensammlern umso begehrter. Trotz der vielen Kontrollen und der Sorgfalt ist es erstaunlich, dass noch immer Fehldrucke zur Auslieferung kommen. Oft handelt es sich bei den Fehlern aber um minimale Abweichungen wie etwa einen Punkt im Druckbild, die mit bloßem Auge kaum oder gar nicht zu erkennen sind.

## Verkauf und Präsentation
Briefmarken werden einzeln oder in Einheiten an Postdienststellen oder an postamtliche Verkaufsstellen, wie etwa ausgewählte Postagenturen, verkauft. Für Sammler gibt es jedoch besondere Verkaufsformen. Mit einem Sammelabonnement erhält der Briefmarkensammler monatlich oder quartalsweise die neu erschienen Briefmarkenausgaben zugeschickt. Oft ist es auch möglich, gestempelte Briefmarken zu bestellen. Briefmarkenabonnements sind vor allem für Sammler von Briefmarken „exotischer“ Länder nützlich.
Nur für philatelistische Sammelzwecke werden am Erstausgabetag in einigen Ländern sogenannte Ersttagsbriefe angeboten. Das sind besonders gestaltete, auf den Ausgabeanlass hinweisende Schmuckumschläge, mit einer durch einen Ersttagsstempel und meist zusätzlich mit einem anlassbezogenen Sonderstempel entwerteten Briefmarke. Eine ähnliche Funktion erfüllen die mit zusätzlicher Motivbeschreibung der Briefmarken versehenen Ersttagsblätter.
Mit dem Erwerb einer Jahreszusammenstellung erhält der Philatelist alle Briefmarken eines Jahres aus einem bestimmten Land. Daneben gibt es noch zahlreiche andere Verkaufs- und Präsentationsformen wie beispielsweise Ministeralben.
Ein sehr beliebtes Datum der Postwesen zur Ausgabe und Präsentation neuer Briefmarken ist der Tag der Briefmarke. Dieser wird von zahlreichen Ländern der Welt jährlich begangen. Zum ersten Mal fand der Tag der Briefmarke im Dezember 1935 in Österreich statt. In Deutschland begeht man den Tag der Briefmarke seit 1948 jedes Jahr am letzten Sonntag im Oktober, in der Schweiz meist im Dezember, in Österreich meist im Mai.

### Preisentwicklung
Die Preise für eine Standardsendung bei der Deutschen Post steigen anhaltend. Von 2012 bis 2019 betrug die Preissteigerung etwa 45 %.

Preisentwicklung der Deutsch-Post-Briefmarke für Standardsendungen von 2012–2019

Zum ersten Januar 2022 hatte die Deutsche Post die Portokosten erneut angehoben, das Versenden eines Standardbriefs von bis zu 20 Gramm Gewicht kostete dann 0,85 € und einer Postkarte 0,70 €. Seit Januar 2025 beträgt das Porto für Standardbrief und Postkarte 0,95 €.

## Briefmarkenarten
Schon bald nach der Einführung der Briefmarke wurden immer mehr Arten für spezielle Verwendungszwecke eingeführt. Im Laufe des 20. Jahrhunderts wurden die Ausgabe etlicher spezieller Briefmarken im Rahmen von Rationalisierungsmaßnahmen jedoch wieder eingestellt. Die wichtigsten Briefmarkenarten sind:

### Freimarken

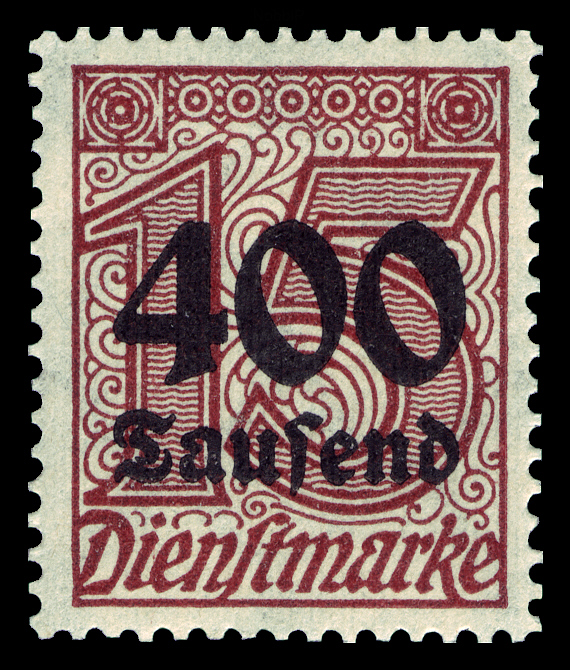
Dienstmarke mit Überdruck aus der deutschen Inflationszeit

Die Freimarke ist die älteste und häufigste Form der Briefmarke. Freimarken dienen zur Bezahlung der Beförderungsgebühren der Post. Freimarken gliedern sich in drei verschiedene Arten:
Dauermarken sind Freimarken, die von der Post einen längeren Zeitraum lang in unbegrenzter Stückzahl ausgegeben werden. Dauermarken sind stets in allen wichtigen Portostufen erhältlich, die zusammen einen einheitlichen Dauermarkensatz bilden. In den meisten Fällen sind diese Marken weniger farbenprächtig als Sondermarken. In Deutschland werden Dauermarken entweder in Bogenform und in Rollenform abgegeben oder in Markenheftchen, die zum Teil ungezähnt waren.
Sondermarken oder Gedenkmarken sind Freimarken, die zu einem besonderen Anlass ausgegeben werden. Nachdem die peruanische Post 1871 die ersten Sondermarken anlässlich der Eröffnung der Bahnstrecke Callao–Lima als erster Eisenbahnlinie Perus veröffentlicht hatte, zogen zahlreiche Staaten mit der Ausgabe dieser Marken nach. Viele Länder nutzen heutzutage Sondermarken als willkommene Selbstdarstellung. Insbesondere Kleinstaaten erwirtschaften mit der Ausgabe von Sondermarken beliebter Motive einen nicht unwesentlichen Anteil für die Staatskasse. (Wobei der mehr oder weniger propagandistische Aspekt nicht zu unterschätzen ist. So kamen Sondermarken in Deutschland bei der Kgl. Bayerischen Post 1911 zum Regentschaftsjubiläum des Prinzregenten Luitpold und bei der Reichspost 1919 für die Kriegsgeschädigtenhilfe und zur Eröffnung der Weimarer Nationalversammlung auf. Und auch heute ist die Selbstdarstellung eines Landes per Briefmarken nicht gering.) Sondermarken werden vor allem für Sammler hergestellt, da sie postalisch eigentlich nicht notwendig sind. Echte, mit Sondermarken frankierte Briefe, findet man daher viel seltener als Briefe mit Dauermarken. Manchmal werden Sondermarken teurer als ihr Nominalwert von der Post verkauft. Der Philatelist spricht von einem „Aufschlag“ oder „Zuschlag“. Meistens dient der Aufschlag wohltätigen Zwecken, wie bei den so genannten Wohlfahrtsbriefmarken aus Deutschland, aber es werden auch andere förderungswürdige Unternehmungen damit finanziert (Ausstellungen, Vereinigungen, …). Sondermarken erscheinen als Bogenmarke und in Briefmarkenheftchen.
Automatenmarken: Eine Besonderheit unter den Freimarken stellen die Automatenmarken dar. Diese werden über Briefmarkenautomaten, die sich meist vor dem Postamt befinden, vertrieben. Meist ist es möglich, beliebige Werte in bestimmten Stufen auszudrucken.

### Dienstmarken
Dienstmarken sind Briefmarken, die ausschließlich von Behörden, Dienststellen oder Ämtern zum Frankieren von Postsendungen der Dienstpost verwendet werden. Sie werden daher nicht am normalen Postschalter verkauft und sind auch nicht für den normalen Postverkehr zugelassen. Ein Diebstahl und Missbrauch von Dienstmarken kommt daher selten vor. Immerhin sind von der Danziger Post mehrfach unbeanstandete Verwendungen durch Privatpersonen bekannt. Auch die häufigen Überfrankaturen zu Lasten der Staatskasse, die zumindest ab den 1930er Jahren bei der Reichspost offensichtlich philatelistisch motiviert waren, sind als missbräuchlich anzusehen, wobei allerdings auch sehr oft Unkenntnis der Gebührensätze oder Unachtsamkeit die Ursache waren.

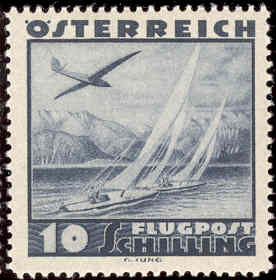
Flugpostmarke

### Flugpostmarken
Flugpostmarken dienen zur Bezahlung der Beförderung per Luftpost. Manchmal werden sie daher auch Luftpostmarken genannt. Manche Flugpostmarken konnten ausschließlich für Luftpost verwendet werden und durften nicht auf normale Briefe geklebt werden. Die deutschen amtlichen waren von Anfang an jedoch auch für alle anderen Postdienste zugelassen und die Mehrzahl der anderen Länder folgte dem früher oder später. Die meisten Staaten der Welt entschlossen sich zur Ausgabe eigener Flugpostmarken, da die Postbeförderung mittels Flugzeug zu Beginn und Mitte des 20. Jahrhunderts eine große Besonderheit darstellte, der so Rechnung getragen wurde.
Deutschland führte seine ersten halbamtlichen Flugmarken bereits 1912 ein. Diese wurden in Zusammenarbeit mit und mit Genehmigung der Reichspost bzw. Kgl. Bayerischen Post von privaten Institutionen verausgabt. Diese Zeit bis 1914 wird als Pionierflugperiode bezeichnet. Die ersten amtlichen deutschen Flugpostmarken erschienen in der zweiten Oktoberhälfte 1919 (ein bestimmtes Ausgabedatum wurde nicht festgesetzt). In Österreich wurden während des Ersten Weltkrieges, am 30. März 1918, die ersten Flugpostmarken verausgabt. Die Schweiz verausgabte wie Deutschland 1913 eigene halbamtliche Pionierflugmarken, amtliche Flugpostmarken ab 30. April 1919.
In den meisten europäischen Staaten wurden Flugpostmarken nach dem Zweiten Weltkrieg wieder abgeschafft. Gewöhnliche Freimarken konnten nun zur Frankierung von Flugpostbriefen dienen. In Deutschland waren diese von Beginn der amtlichen Flugpost am 6. Februar 1919 an hierfür zugelassen, bis Oktober 1919 sogar nur solche. Die Einführungsverordnungen im Amtsblatt der Reichspost empfahlen nur die Verwendung von Flugpostmarken für die Bezahlung des Luftpostzuschlags, schrieben sie aber nicht zwingend vor. Markwerte der Serien ab 1924 wurden sogar an Paketschaltern auf Paketkarten aufgebraucht.

### Portomarken
Siehe auch Nachgebühr.

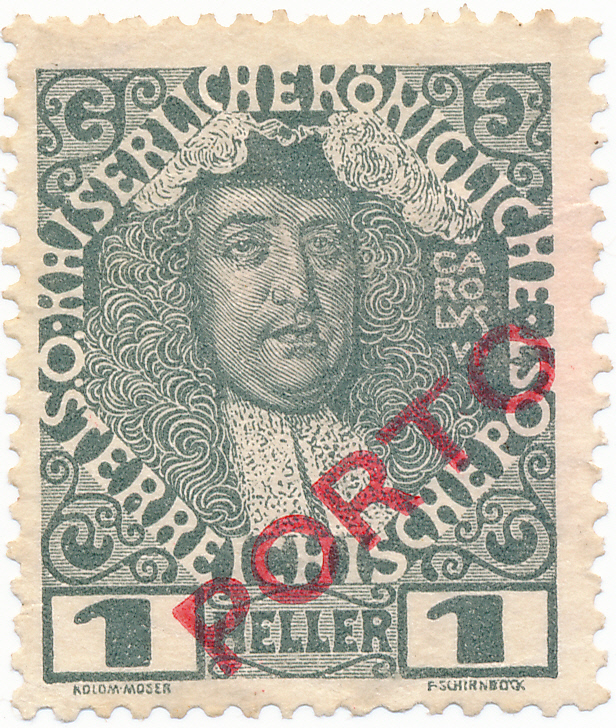
Portomarke Kaiserreich Österreich

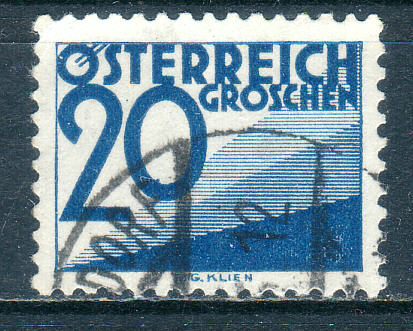
Österreichische Portomarke von 1925

In vielen Ländern werden und wurden eigene Nachportomarken für die Verrechnung des Nachportos für unzureichend frankierte Briefe ausgegeben. Sie werden vor der Zustellung des Briefes von einem Postbeamten aufgeklebt und bei der Auslieferung vom Postboten verrechnet.
In Österreich wurden Portomarken erstmals 1894 ausgegeben. Sie wurden erst mit der Einführung des Euro im Jahre 2002 abgeschafft. Deutschland verausgabte nie eigene Portomarken. Nur die damals noch über eine eigene Posthoheit verfügenden Länder Baden (1862–1871) und Bayern (1862–1910) verausgabten eigene Portomarken. Außerdem wurden nach dem Anschluss Österreichs dessen Portomarken noch bis zum 31. Oktober 1938 dort, jedoch nicht im übrigen Reichsgebiet verwendet, ebenso nach der Wiedereingliederung Danzigs die der ehemaligen Freien Stadt dort bis 31. Oktober 1939. Eine weitere Ausnahme sind die Portomarken des Protektorates Böhmen und Mähren (1939–1943).
Die Schweiz gab ab 1878 eigene Portomarken aus, stellte die Verwendung jedoch bereits am 29. Februar 1956 und die Ausgabe am Sammlerschalter am 31. Dezember 1956 ein. In Liechtenstein wurden bis zur Trennung von der österreichischen Postverwaltung 1920 österreichische Portomarken verwendet. In den folgenden Jahren der postalischen Selbstständigkeit verausgabte Liechtenstein zunächst eigene Portomarken in österreichischer Währung bis 31. Januar 1921, verwendete dann bis 11. April 1928 die der Schweiz und gab danach wieder eigene in Schweizer Währung aus, die bis 31. Dezember 1956 verwendet, aber noch bis 31. Dezember 1958 am Sammlerschalter verkauft und auf Wunsch auch gestempelt wurden.

### Andere Briefmarkenarten

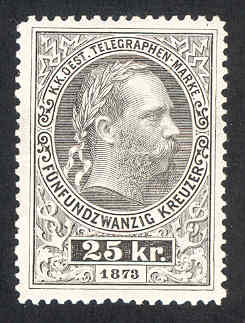
Telegrafenmarke

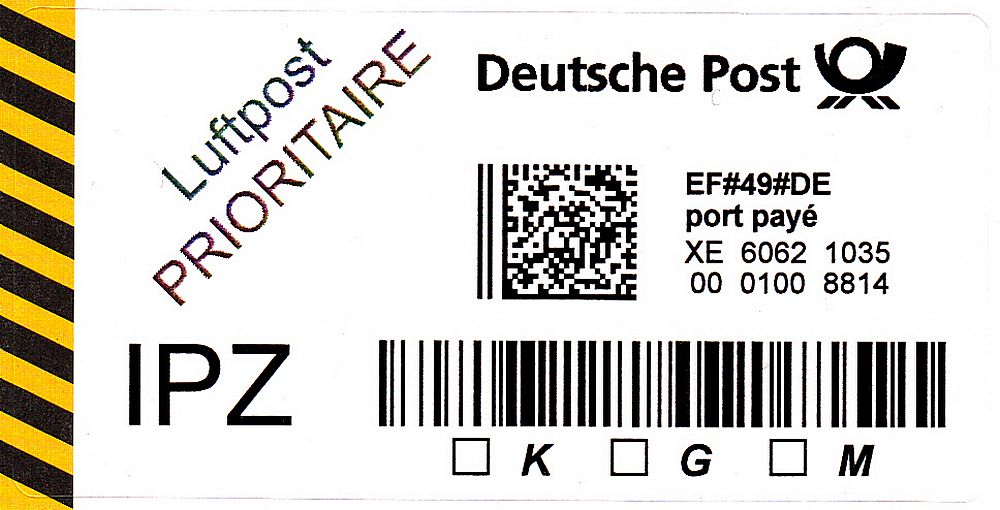
EasyFranking-Marke für Auslands-Briefsendungen der Deutschen Post

Das Große Lexikon der Philatelie gibt unter dem Stichwort Markenarten rund 100 verschiedene Gattungen von Briefmarken an. Neben den oben genannten Arten gelten folgende Briefmarkenarten als „Grundtypen“:
- Eilmarken (für die Eilzustellungsgebühr)
- Einschreibemarken (für eingeschriebene Sendungen)
- Gebührenmarken (für postalische Zusatzgebühren)
- Paketmarken (für Paketsendungen)
- Verrechnungsmarken im inneren Postdienst
- Zeitungsmarken (für den Versand von Zeitungen)
- Zustellungsmarken (für die Versandform eigenhändige Zustellung)
- Zwangszuschlagsmarken

Diese Markengattungen können weiter untergliedert werden, beispielsweise in Eilmarken für Dienstsendungen, Luftpost, Pakete usw., so dass etwa 100 Arten zustande kommen. Viele Arten wurden allerdings nur kurzzeitig und von wenigen Ländern eingeführt. Neben den Marken der staatlichen Post, gibt es Marken weiterer Dienste, die auf Postsendungen auftreten können, dazu zählen
- Eisenbahnmarken für Pakete von teils staatlichen, teils privaten Bahnunternehmen (verbreitet u. a. in Belgien, Frankreich und Großbritannien)
- Feldpostmarken (für die Feldpost)
- Privatpostmarken (sogenannte Cinderellas)
- Stempelmarken (nur selten postalisch verwendet)
- Telegrafenmarken (für Telegrammgebühren, selten auch postalisch verwendet)

Eine moderne Variante der Auslandsmarke ist das testweise betriebene EasyFranking für den Versand von Auslandsbriefen. Von April 2010 an führt die Deutsche Post mit nur wenigen Kunden einen Langzeittest mit selbstklebenden EasyFranking-Briefmarken durch. Die Marken, im Testbetrieb ausschließlich vorgesehen für den Auslandsversand von Briefsendungen, enthalten anstelle eines festen Portowertes einen 2D-Code. In dieser Codierung ist auch ein Schlüssel für die Zuordnung des Absenders enthalten. Die erforderliche Frankierung für die Sendung wird erst im Briefzentrum festgestellt; der dafür zu entrichtende Betrag wird dem jeweiligen Absenderkonto zugeordnet und in Rechnung gestellt. Zum 31. Dezember 2011 wurde der Test eingestellt. Frankierte und gelaufene Sendungen mit dieser Frankierungsart dürften sowohl in Deutschland als auch im Ausland schon jetzt Seltenheitswert besitzen, da sie nur in geringer Menge und ausschließlich mit Auslands-Geschäftspost getestet wurden.
Die Deutsche Post gab 2024 erstmals eine Weihnachtsbriefmarke heraus, die eine Melodie erzeugt. Die Briefmarke spielt das Kinderlied „In der Weihnachtsbäckerei“ von Rolf Zuckowski.

## Entwertung von Briefmarken

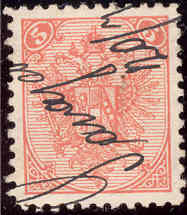
Sog. Federzugentwertung „Sarajewo 20/7“

Um eine erneute Verwendung der Briefmarke zu unterbinden, wird diese von der Post entwertet. Die häufigste Entwertungsart ist heute der Poststempel. Diese meist kreisförmigen Stempel (häufig in schwarzer Farbe) geben Ort und Datum der Abstempelung an. Besondere Formen des Poststempels sind der Sonderstempel und der Ersttagsstempel, die nur zu besonderen Anlässen oder bei der Ausgabe eines neuen Postwertzeichens verwendet werden und meist neben den gewöhnlichen Inschriften ein zum Anlass passendes Motiv besitzen.
Diese Entwertungsarten werden vor allem von Briefmarkensammlern geschätzt. Bei normalen Postsendungen wird die Entwertung heute maschinell vorgenommen. Dabei wird oft nur eine Reihe von geraden oder gewellten Linien oder ein Text auf der Marke abgeschlagen, woraus sich bei einer abgelösten Marke weder Zeitpunkt noch Ort der Entwertung erschließen lässt. Seit den 1990er Jahren werden Maschinen„stempel“ in einigen Ländern (z. B. Kanada oder Großbritannien) vermehrt durch Tintenstrahldrucker angebracht.
Es gibt jedoch noch zahlreiche andere Entwertungsformen, die vor allem zu Beginn der Briefmarkenausgaben im 19. Jahrhundert zu finden sind. Vor allem in kleineren Postämtern, die in den Anfangsjahren der Briefmarke noch keine eigenen Poststempel hatten, wurden die Marken einfach durchgestrichen oder handschriftlich mit Ortsnamen und Datum versehen.
In manchen Ländern, wie in Spanien, wurden Briefmarken durch eine Lochung entwertet. Im Osmanischen Reich verwendete man eine Zeit lang eine Scheren- oder Messerschnittentwertung. Dabei wurde die zu entwertende Briefmarke mit einer Schere oder einem Messer eingeschnitten.
In anderen Ländern zum Beispiel in Frankreich werden Vorausentwertungen für Massenauflieferungen angewandt. Gültige Postwertzeichen werden durch spezielle Buchdruck- oder Handstempel im Voraus entwertet und so in ganzen Bögen an die Großauflieferer abgegeben. Dadurch erübrigt sich das spätere einzelne Abstempeln der Sendungen und der Postbetrieb wird vereinfacht. Auch die Nachentwertung von Briefmarken ist eine Entwertungsform. Dabei werden Briefmarken, die versehentlich nicht gestempelt wurden, nachträglich entwertet; vorgesehen ist dabei die Benutzung eines Stempels „Nachträglich entwertet“. Es kommt jedoch immer wieder zur Entwertung mittels Kugelschreiber oder Farbstift durch den Postboten, meist in Form eines Kreuzes.

### Briefmarken mit 2D-Matrixcode

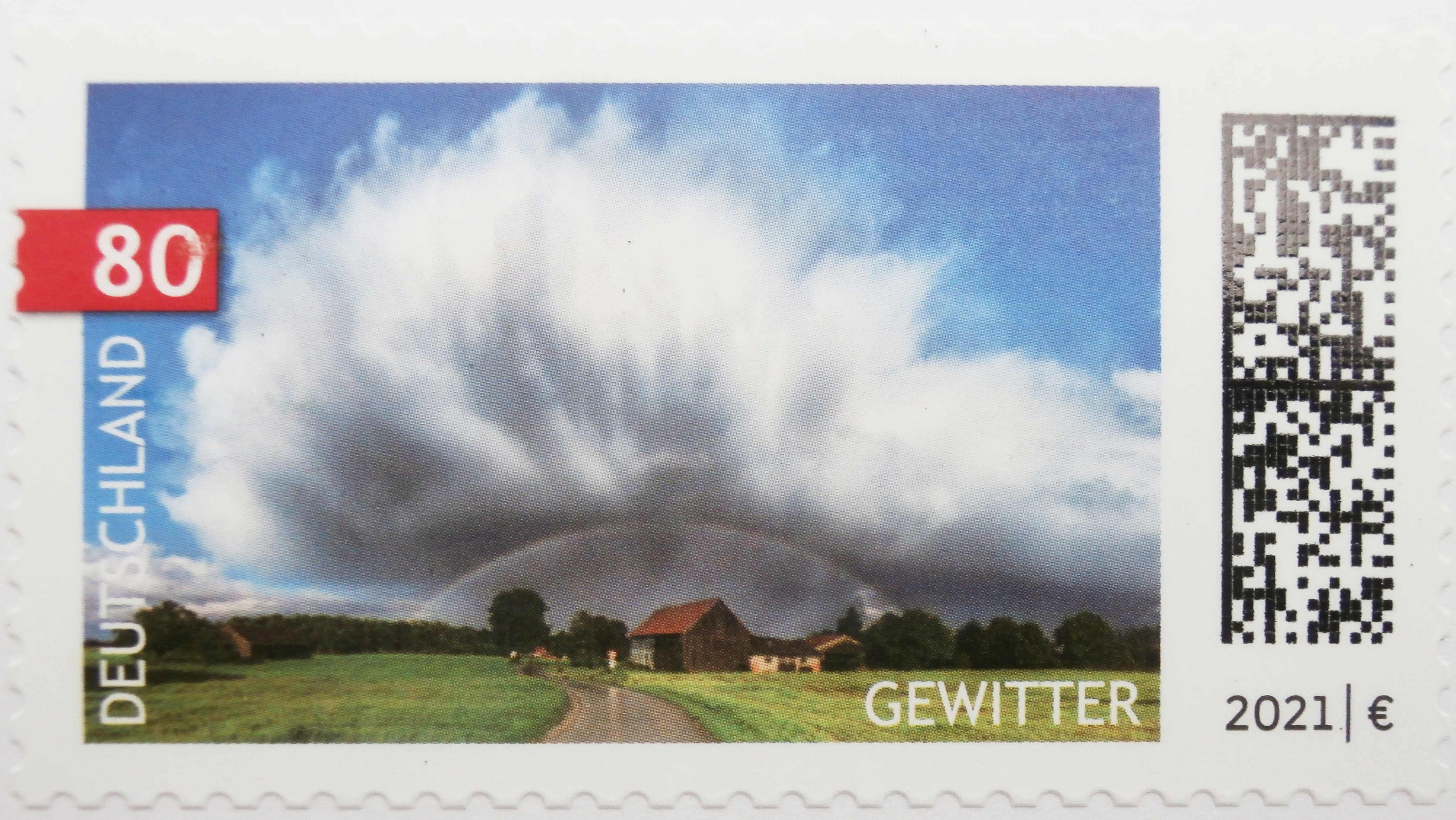
Briefmarke mit 2D-Matrixcode

Der Matrixcode dient heute überwiegend postinternen Zwecken, um die korrekte und gültige Frankierung von Sendungen anhand des Matrixcodes automatisiert in den Briefzentren zu prüfen. Zudem ermöglicht der Code die Bereitstellung von Track & Trace-Informationen oder wird zur Steuerung interner Transport-/Verarbeitungsprozesse, wie z. B. bei Einschreiben, PREMIUMADRESS, RESPONSEPLUS oder PRIO verwendet.
Die Mehrfachnutzung eines digitalen Frankiervermerks (z. B. durch Kopieren) oder die illegale Wiederverwendung einer Briefmarke wird erkannt durch die Speicherung eines Teils des Matrixcode-Inhaltes. Bei jeder digitalen Frankatur wird also geprüft, ob diese Frankier-ID bereits einmal verwendet worden ist. Damit ist jegliche Entwertung solcher Briefmarken überflüssig geworden.

## Berühmte Briefmarken
Briefmarken erzielen bei Auktionen auf Grund ihrer Seltenheit und der hohen Beliebtheit bei den Sammlern oftmals hohe Preise. Die Frage nach der seltensten und wertvollsten Briefmarke ist nicht eindeutig zu klären, da mehrere Unikate von Briefmarken existieren. Zu den begehrtesten und berühmtesten Briefmarken unter Sammlern zählen:

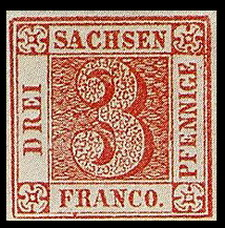
Sachsen-Dreier

- One Penny Black (Vereinigtes Königreich – 1840)
- Basler Taube (Schweiz – 1845)
- Rote und Blaue Mauritius (Mauritius – 1. Serie mit POST OFFICE: 1847 2. Serie mit POST PAID: 1848–1859)
- Schwarzer Einser (Bayern – 1849)
- Sachsen-Dreier (Sachsen – 1850)
- Zinnoberroter Merkur (Österreich – 1851)
- 9 Kreuzer blaugrün (Baden – 1851)
- Tre Skilling Banco (Schweden – 1855)
- British Guyana (British Guyana – 1856)
- Ochsenköpfe (Fürstentum Moldau – 1858)
- Z Grill (USA – 1868)
- Inverted Jenny (USA – 1918)
- Gelber Dom (Deutschland unter alliierter Besetzung – 1948), eine nie ausgegebene Briefmarke
- Gscheidle-Marke (Deutschland – 1980)
- Wohlfahrtsmarke Audrey Hepburn (Deutschland – 2001)
- Kerstfest-Marke (Deutschland – 2016)

Die teuerste – jemals in Österreich angebotene – Marke aus Österreich ist die 3 Kreuzer Farbfehldruck Rot statt Grün aus 1867. Sie erzielte bei einer Auktion des Wiener Auktionshauses Merkurphila am 24./25. April 2021 den Preis von 135.000 Euro (plus etwa 20 % Aufgeld). Wegen der COVID-19-Pandemie fand die Auktion internetbasiert online vor 300 Interessierten statt.
Im September 2024 wurde ein Schwarzer Einser auf einem Ersttagsbrief aus Niederbayern für 440.000 Euro versteigert.

## Philatelistisches
Mit dem Erstausgabetag 7. Juli 2022 gab die Deutsche Post AG ein Sonderpostwertzeichen im Nennwert von 85 Eurocent mit der Bezeichnung Kinder malen eine Briefmarke heraus. Der Entwurf stammt von Jan Niklas Kröger aus Bonn.